# Sergio Stanzani
Sergio Augusto Stanzani Ghedini, conosciuto generalmente come Sergio Stanzani (Bologna, 1º marzo 1923 – Roma, 17 ottobre 2013), è stato un politico e attivista italiano, presidente ed ex segretario del Partito Radicale Transnazionale nonché del comitato Non c'è pace senza giustizia.
Ha fatto parte di entrambi i rami del parlamento italiano, venendo eletto due volte senatore e due deputato.

## Biografia
Coniugato, con tre figli, si laurea in ingegneria presso l'Università di Bologna.
Non risponde alla chiamata della Repubblica Sociale Italiana e prende parte alla resistenza in Romagna, ove passa il fronte. Fin dal 1946 ha fatto parte degli organi dirigenti dell'Unione Goliardica Italiana (UGI), l'organizzazione laica degli studenti universitari fondata alla fine della seconda guerra mondiale e che, insieme alle organizzazioni studentesche cattoliche e altre associazioni minori, formava l'Unione Nazionale Universitaria Rappresentativa Italiana (UNURI), costituita dai rappresentanti locali e nazionali degli studenti delle università italiane. È stato Presidente dell'Unuri nel 1952 e nel 1953.
Dirigente della Finmeccanica negli anni sessanta, è stato membro del Partito Liberale Italiano dal quale si dimise con la sinistra liberale per fondare il Partito Radicale. Ha preso parte alla rifondazione del Partito Radicale del quale ha supervisionato la stesura del nuovo statuto (1967).
Eletto al Senato nel 1979 ha fatto parte anche della Commissione Inquirente. Nel 1983 è candidato alla Camera dei deputati, inizialmente non viene eletto ma subentra a Montecitorio nel settembre 1984, dopo le dimissioni di Mauro Mellini. Viene poi riconfermato nelle elezioni del 1987 e diventa membro dell'Ufficio di Presidenza della Camera e della Commissione Parlamentare di Vigilanza per i Servizi Radiotelevisivi.
Si è occupato attivamente del settore televisivo sia in ambito locale e nazionale che in Parlamento. Nel gennaio del 1988 è stato eletto segretario del Partito Radicale al 34º Congresso di Bologna e successivamente confermato fino al 1993, e ne ha curato lo sviluppo in ambito transnazionale. Eletto nuovamente al Senato nel 1994 sotto il simbolo del Polo delle Libertà nel collegio di Verona, è stato vice presidente del gruppo parlamentare di Forza Italia. Termina il mandato parlamentare nel 1996.
Dal 1997 è stato presidente del comitato Non c'è pace senza giustizia, l'associazione Radicale costituita nel 1994 con l'obiettivo dell'istituzione della Corte penale internazionale per genocidio, crimini di guerra e crimini contro l'umanità. 
Alle elezioni regionali del 2000 è candidato alla presidenza dell'Emilia Romagna per la Lista Emma Bonino, ottenendo il 2,8% dei voti, senza risultare eletto neanche in consiglio regionale.
Durante il congresso del Partito Radicale Transnazionale tenutosi a Tirana (Albania) nel 2002, viene eletto presidente del partito, carica che ha mantenuto fino alla morte, avvenuta all'età di 90 anni nell'autunno 2013.

## Curiosità
La ministra per la famiglia la natalità e le pari opportunità Eugenia Roccella, in carica durante il governo Meloni, ha affermato di essere stata battezzata proprio da Sergio Stanzani.